# 13910 Iranolt
13910 Iranolt è un asteroide della fascia principale. Scoperto nel 1979, presenta un'orbita caratterizzata da un semiasse maggiore pari a 2,434575 UA e da un'eccentricità di 0,217136, inclinata di 5,982707° rispetto all'eclittica.